# 克雷福德
克雷福德（Crayford）是倫敦的一個地區，位於倫敦的東南部，屬於貝克斯利倫敦自治市，其東側是貝克里斯希斯，西側是達特福德。克雷福德在19世紀之後開始工業化。